# Agenci T.A.R.C.Z.Y. (sezon 5)
Piąty sezon amerykańskiego serialu Agenci T.A.R.C.Z.Y. opowiada dalszą historię Phila Coulsona i grupy jego agentów, którzy zostają porwani i teleportowani w przyszłość do kosmicznej stacji, w której została umieszczona ludzkość przez Kree po zagładzie Ziemi.
Sezon ten dzieli ciągłość wydarzeń z filmem Avengers: Wojna bez granic.
Twórcami serialu są Jed Whedon, Maurissa Tancharoen i Jeffrey Bell. W głównych rolach występują: Clark Gregg, Ming-Na Wen, Chloe Bennet, Iain De Caestecker, Elizabeth Henstridge, Henry Simmons i Natalia Cordova-Buckley.
Emisja sezonu składającego się z 22. odcinków rozpoczęła się na antenie ABC 1 grudnia 2017 roku. W Polsce emisja sezonu rozpoczęła się 3 grudnia 2017 roku w serwisie Showmax.
14 maja 2018 roku poinformowano, że stacja zamówiła szósty sezon.

## Obsada
| - Clark Gregg jako Phil Coulson - Ming-Na Wen jako Melinda May - Chloe Bennet jako Daisy Johnson / Quake - Iain De Caestecker jako Leopold „Leo” Fitz - Elizabeth Henstridge jako Jemma Simmons - Henry Simmons jako Alphonso „Mack” MacKenzie - Natalia Cordova-Buckley jako Elena „Yo–Yo” Rodriguez Przedstawieni w sezonie pierwszym - Maximilian Osinski jako Davis - Adrian Pasdar jako Glenn Talbot / Graviton Przedstawieni w sezonie drugim - Brian Patrick Wade jako Carl Creel Przedstawieni w sezonie trzecim - Lola Glaudini jako Polly Hinton - Lexy Kolker / Ava Kolker / Willow Hale jako Robin Hinton - Briana Venskus jako Piper - Spencer Treat Clark jako Werner Von Strucker Przedstawieni w sezonie czwartym - Joel Stoffer jako Enoch Przedstawieni w sezonie piątym - Jeff Ward jako Deke Shaw - Eve Harlow jako Tess - Pruitt Taylor Vince jako Grill - Dominic Rains jako Kasius - Florence Faivre jako Sinara - Tunisha Hubbard jako Ava - Coy Stewart jako Flint - Catherine Dent jako Hale - Dove Cameron jako Ruby Hale - Shontae Saldana jako Candice Lee - Peter Mensah jako Qovas | Przedstawieni w filmach - Adam Faison jako Jasper Sitwell - Joey Defore jako Wolfgang von Strucker Przedstawieni w sezonie pierwszym - J. August Richards jako Mike Peterson / Deathlok - Ruth Negga jako Raina - David Conrad jako Ian Quinn Przedstawieni w sezonie drugim - Nick Blood jako Lance Hunter - Reed Diamond jako Daniel Whitehall - Raquel Gardner jako Carla Talbot - Jack Fisher jako George Talbot Przedstawieni w sezonie czwartym - Zibby Allen jako Evans - Zach McGowan jako Anton Ivanov Przedstawieni w sezonie piątym - Deniz Akdeniz jako Virgil - Derek Mears jako Kapitan - Kaleti Williams jako Zev - Jay Hunter jako dowódca Kree - Ciara Bravo jako Abby - Max E. Williams jako Tye - Rya Kihlstedt jako Basha - Myko Olivier jako Ben - James Harvey Ward jako Gunner - Isaac C. Singleton Jr. jako Vicar - Samuel Roukin jako Faulnak - Remington Hoffman jako Manston-Dar - Michele Tobin jako Gretchen - Michael McGrady jako Samuel Voss - Luke Massey jako Hek-Sel - Stewart Skelton jako Wellins - Patrick Warburton jako Rick Stoner - Jake Busey jako Tony Caine - Brent Bailey jako Thomas - Dominic Daniel jako Wahl - Chen Tang jako Kim - Craig Parker jako Taryan |

## Emisja
Emisja sezonu składającego się z 22. odcinków rozpoczęła się na antenie ABC 1 grudnia 2017 roku zaraz po zakończeniu emisji serialu Inhumans. W Stanach Zjednoczonych stacja ABC zmieniła dzień i godzinę emisji serialu, z wtorku z godziny 22:00 na piątki, na godzinę 21:00. W Polsce emisja sezonu rozpoczęła się 3 grudnia 2017 roku w serwisie Showmax.

### Odcinki
| №   | Nr | Tytuł                                                        | Reżyseria                  | Scenariusz                                  | Premiera (ABC)   | Premiera w Polsce (Showmax) |
| --- | -- | ------------------------------------------------------------ | -------------------------- | ------------------------------------------- | ---------------- | --------------------------- |
| 89  | 1  | Orientacja Część pierwsza Orientation (Part One)             | Jesse Bochco               | Jed Whedon Maurissa Tancharoen              | 1 grudnia 2017   | 3 grudnia 2017              |
| 90  | 2  | Orientacja Część druga Orientation (Part Two)                | David Solomon              | DJ Doyle                                    | 1 grudnia 2017   | 3 grudnia 2017              |
| 91  | 3  | Życie za życie A Life Spent                                  | Kevin Hooks                | Nora Zuckerman Lilla Zuckerman              | 8 grudnia 2017   | 10 grudnia 2017             |
| 92  | 4  | Życie spłacone A Life Earned                                 | Stan Brooks                | Drew Greenberg                              | 15 grudnia 2017  | 17 grudnia 2017             |
| 93  | 5  | Spojrzenie wstecz Rewind                                     | Jesse Bochco               | Craig Titley                                | 22 grudnia 2017  | 24 grudnia 2017             |
| 94  | 6  | Gry i Zabawy Fun & Games                                     | Clark Gregg                | Brent Fletcher                              | 5 stycznia 2018  | 7 stycznia 2018             |
| 95  | 7  | W jedności siła Together Or Not At All                       | Brad Turner                | Matt Owens                                  | 12 stycznia 2018 | 14 stycznia 2018            |
| 96  | 8  | Ostatni Dzień The Last Day                                   | Nina Lopez-Corrado         | James C.Oliver Sharla Oliver                | 19 stycznia 2018 | 21 stycznia 2018            |
| 97  | 9  | Najlepszy plan Best Laid Plans                               | Garry Brown                | George Kitson                               | 26 stycznia 2018 | 28 stycznia 2018            |
| 98  | 10 | Minione życie Past Life                                      | Eric Laneuville            | DJ Doyle                                    | 2 lutego 2018    | 4 lutego 2018               |
| 99  | 11 | Nareszcie w domu All The Comforts Of Home                    | Kate Woods                 | Drew Greenberg                              | 2 marca 2018     | 4 marca 2018                |
| 100 | 12 | Najlepszy z najlepszych The Real Deal                        | Kevin Tancharoen           | Jed Whedon Maurissa Tancharoen Jeffrey Bell | 9 marca 2018     | 11 marca 2018               |
| 101 | 13 | Principia                                                    | Brad Turner                | Craig Titley                                | 16 marca 2018    | 18 marca 2018               |
| 102 | 14 | Kompleks Diabła The Devil Complex                            | Nina Lopez-Corrado         | Matt Owens                                  | 23 marca 2018    | 25 marca 2018               |
| 103 | 15 | Przebudzenie Rise and Shine                                  | Jesse Bochco               | Iden Baghdadchi                             | 30 marca 2018    | 1 kwietnia 2018             |
| 104 | 16 | Wewnętrzne Głosy Inside Voices                               | Salli Richardson-Whitfield | Mark Leitner                                | 6 kwietnia 2018  | 8 kwietnia 2018             |
| 105 | 17 | Miesiąc miodowy The Honeymoon                                | Garry Brown                | James Oliver Sharla Oliver                  | 13 kwietnia 2018 | 15 kwietnia 2018            |
| 106 | 18 | Wszystkie drogi prowadzą do... All Roads Lead...             | Jennifer Lynch             | George Kitson                               | 20 kwietnia 2018 | 22 kwietnia 2018            |
| 107 | 19 | Opcja druga Option Two                                       | Kevin Tancharoen           | Nora Zuckerman Lila Zuckerman               | 27 kwietnia 2018 | 29 kwietnia 2018            |
| 108 | 20 | Ten, który ocali nas wszystkich The One Who Will Save Us All | Cherie Gierhart            | Brent Fletcher                              | 4 maja 2018      | 6 maja 2018                 |
| 109 | 21 | Siła grawitacji The Force of Gravity                         | Kevin Tancharoen           | Drew Greenberg Craig Titley                 | 11 maja 2018     | 13 maja 2018                |
| 110 | 22 | Koniec The End                                               | Jed Whedon                 | Jed Whedon Maurissa Tancharoen              | 18 maja 2018     | 20 maja 2018                |

## Produkcja

### Rozwój projektu
11 maja 2017 roku poinformowano, że stacja zamówiła piąty sezon serialu składający się z 22 odcinków.

### Casting
W maju 2017 roku ujawniono, że w piątym sezonie powrócą Clark Gregg jako Phil Coulson, Ming-Na Wen jako Melinda May i Chloe Bennet jako Daisy Johnson, natomiast w czerwcu tego samego roku poinformowano, że powrócą również Elizabeth Henstridge jako Jemma Simmons i Iain De Caestecker jako Leo Fitz, a miesiąc później – Henry Simmons jako Alphonso „Mack” MacKenzie. W sierpniu 2017 roku poinformowano, że swoją rolę powtórzy Natalia Cordova-Buckley jako Elena „Yo–Yo” Rodriguez, natomiast na początku października tego samego roku ujawniono, że awansowała ona do głównej obsady serialu.
W sierpniu 2017 roku do obsady dołączył Jeff Ward. We wrześniu ujawniono, że Nick Blood powróci jako Lance Hunter. Na początku listopada 2017 roku ujawniono, że w serialu wystąpią również Eve Harlow jako Tess, Coy Stewart jako Flint i Pruitt Taylor Vince jako Grill oraz że Ward zagra Deke’a.

### Zdjęcia
Zdjęcia rozpoczęły się 20 czerwca 2017 roku. We wrześniu tego samego roku poinformowano, że Clark Gregg wyreżyseruje jeden z odcinków.
Za kostiumy do dwóch pierwszych odcinków odpowiada ponownie Ann Foley, która pracowała przy wcześniejszych sezonach serialu. W kolejnych odcinkach jej Foley została zastąpiona przez Whitney Galitz i Christann Chanell.

## Promocja
Obsada i produkcja pojawiła się na panelu serialu podczas New York Comic Conu.

## Odbiór

### Nominacje
| Rok  | Ceremonia                      | Kategoria                            | Nominowani                                          | Rezultat  | Przypis |
| ---- | ------------------------------ | ------------------------------------ | --------------------------------------------------- | --------- | ------- |
| 2018 | TVLine’s Performer of the Week | Występ w odcinku Ostatni Dzień       | Ming-Na Wen                                         | Nominacja | [ 46 ]  |
| 2018 | VES Awards                     | Najlepsze efekty specjalne w serialu | Agenci T.A.R.C.Z.Y., odc. Orientacja Część pierwsza | Nominacja | [ 47 ]  |
| 2018 | Saturn Awards                  | Najlepszy serial o superbohaterach   | Agenci T.A.R.C.Z.Y.                                 | Nominacja | [ 48 ]  |
| 2018 | Teen Choice Awards             | Ulubiony serial akcji                | Agenci T.A.R.C.Z.Y.                                 | Nominacja | [ 49 ]  |
| 2018 | Teen Choice Awards             | Ulubiona aktorka w serialu akcji     | Chloe Bennet                                        | Nominacja | [ 49 ]  |